# Кримська музика ханського періоду
В добу Кримського Ханства на півострові Крим активно розвивалася своя професійна музика. Вже в 15 столітті кримскі татари мали свою музичну культуру, створювали композиції різних форм і жанрів, багато з котрих загубилися та «випали» з історії. Зараз дослідженнями професійної автентичної кримськотатарської музики, а також її відродженням займається не велика кількість діячів. Один з них  Джеміль Каріков.
Кримськотатарська народна музика багата та різноманітна, її коріння йдуть ще зі старовинних часів. Ханство мало свою музичну культуру, у Хан Сараї (палаці Кримських ханів) були оркестри, у палацах кримської аристократії звучала музика. Музика була як і світська, так і релігійна ("Іляхі" на тексти Хорана). Існувала музика військових походів (мєхтер). Попереду війська йшов великий оркестр, грали солюючі музичні інструменти, їм акомпанували ударні інструменти – великі барабани. Також дуже популярною була побутова та обрядова музика.

### Інструментальна музика
Активно розвивалися різні галузі кримськотатарської інструментальної музики:
Той мєрасіми авалари — інструментальні п'єси весільного обряду. Однією з розвинутих циклічних форм інструментальних класичних творів є «Таксім» (Прелюдія) і «Пешраф» (інтермеццо). Якщо «Таксіми» мають власні назви, наприклад, «Таксім «Акъшам шериф» (Прелюдія «Добрий вечір»), то «Пешрафи» (інтермеццо) не мають своїх назв. Таксім виконується  зазвичай соло на струнному інструменті в вільній течії мелодії — Ad libitum, як би  імпровізація, але має точну мелодію, інші інструменти підтримують її на тонічній ноті. Пешраф є контрастною частиною і виконується повним складом інструментального ансамблю в середньому або швидкому темпі, зазвичай, має розмір 2/4; 4/4. Усі кримськотатарські весілля починалися виконанням «Таксіма» та «Пешрафа», після чого музиканти вітали власника весілля словами: «Эйлигинъиз хайырлы олсун!» (Вітаємо Вас з весіллям!). В цю групу кримськотатарскої народної інструментальної музики входять також багаточисленні обрядові мелодії, кожна з котрих має свою назву, призначення та місце в кримськотатарському весіллі. Назвемо їх: «Къаве авасы» (Мелодія подачі кави), «Къына авасы» (Мелодія нанесення хни), «Куреш авасы» (Танець боротьби), «Шабаш авасы» (Мелодія прийома подарунків), «Тыраш авасы» (Мелодія гоління нареченого), «Къаршылав авасы» (Мелодія зустрічі гостей), «Хош кельди авасы» (танець вітання). Окрім «Таксіма» всі перераховані твори виконуються повним складом ансамблю. Тут буде доречно підкреслити, що в наш час «Къаве авасы», «Къына авасы», «Куреш авасы», «Шабаш авасы», «Тыраш авасы» виконуються дуже рідко, бо ці  обряди застаріли. 
Долулар — застільні обрядові інструментальні мелодії. З огляду на їх велику кількість виділяють в окрему групу. Після того, як усі гості займають свої місця на весіллі, кажуть привітальну промову і ансамбль виконує урочисту, величну застольну мелодію «Долу». «Долу» мають розміри 2/4; 3 4; 4/4 та інші, виконуються повним складом ансамблю. Більшість «Долу» мають власні назви, частіше від місця їх народження: «Багъчасарай долусы» (Бахчисарайська застільна), «Кезлев долусы» (Євпаторійска застільна), та  інші. Долулар — це справжні перлини кримськотатарської інструментальної музики. Вони зародилися ще раніше, та виконувалися під час ханських бенкетних обрядів, а потім вже стали народними. Окрім цього, відомо, що у ханському палаці завжди були багаточисленні професійні музиканти, котрі були здатні створювати та виконувати будь-яку музику.
Агьыр аватар — повільні танці. В народі часто зараз виконують «Агъыр ава — къайтарма» (Повільний танець і хайтарма) — це циклічна форма, коли одразу після повільного, плавного танцю йде контрастна йому швидка мелодія. «Агъыр ава» має розмір 4/4 + 5/4; рідко 5/4 + 4/4; а іноді 5/4. В ханські часи цей танець мав назву «Акъай авасы» (Чоловічий танець). Його виконували чоловіки. Але через деякий час чоловік і жінка почали виконувати цей танець разом. «Агъыр ава» мають власні назви, наприклад: «Он секизге кельди яшым» (Мені виповнилося вісімнадцять років), «Акъмесджит яшлары» (Сімферопільська молодь), «Назлы ярем» (Капризна неженка).
Къайтармалар — хайтарма. Можна впевнено казати, що серед всіх кримськотатарських танців найпопулярнішим зараз є швидка, темпераментна «Къайтарма», котра має розмір 7/8 або 7/16. Має більший розвиток вже в наш час, проте коріння йдуть з найстаріших танцювальних мотивів і традицій. Мелодії типу «Къайтарма» зустрічаються також у інших народів — у болгар, молдаван, турків, румунів, греків. Але кримськотатарські «Къайтарма» відрізняються від них більш розвинутою формою, різноплановими ритмічними схемами, інтонаційною оригінальністю. Виконування мелодій «Къайтарма» потребує від музикантів великої віртуозності; часто непереборні труднощі для музикантів інших культур, через специфічні особливості метроритму.
Чешит оюн авалары - різні танцювальні мелодії. До цієї групи кримськотатарської музики  відносяться також і популярні "Къораны" (Хороводні). Цей оригінальний танець складається з трьох частин - повільної, у вільній течії мелодії Ad libitum імпровізаційного характеру; середньої, котра виконується в середньому темпі з розміром 9/4 (3/4+2/4+2/4+2/4), та третьої в розмірі 6/8, котра виконується в дуже швидкому темпі. Частини пронизані однією мелодією, але виконуються різними соло-інструментами.
Къонушма ве эглендже аватары - мелодії розваги, наприклад: "Къалабалыкь" (метушня), "Балыкълава сюзмеси" (Балаклавська мелодія), "Къарлы боран" (Сніжний буран) та інші, котрі  виконуються повним складом інструментального ансамблю.

### Вокальна музика
Так само активно розвивалися вокальні жанри та пісено-фольклорна музика. Деякі з таких жанрів: йир, тюркю, дєстан, тахмах, бєйіт, чин, манє, нагмє, мєрсіє, махам, іляхі.
Йир — пісня, нескладна за складом та має чітку метроритмику. Такий термін пісні використовувався в основному у степній частині Криму.
Тюрки — пісня (термін, використовуваний у гірській та південнобережній частинах Криму). Пісни цих районів відрізняються великою різноманітністю та складністю фактури, вони часто сильно орнаментовані, мають складні, змішані розміри. 
Дєстан — епічне сказання, побудоване на чергуванні розмовного тексту (с речитативним ухилом) з музичними фрагментами. 
Тахмах — коротка, швидка пісня, примовка з речитативним характером. Зазвичай, це веселі куплети типу частівок з завзятим танцювальним ритмом та чіткою ударною римою.
Бєйіт — різновид пісень степових районів Криму — «ногьай бейитлери». Характерна риса таких пісень - речитативність. Зміст бєйітів має сатиричний або гумористичний характер.
Чин — коротка пісня типу частівок, імпровізаційного характеру, часто по 4, 8 тактів. Виникали стихійно, під час пісенних змагань між молоддю. 
Манє — розвинута лірична пісня. Цей жанр народився та був популярним в прибережному та гірському районах Криму. Окрім того, манє виконують хором та одночасно 
танцюють як хоран. 
Нагмє — невелика пісня ліричного або сатиричного характеру. Нагмє — зазвичай пісня певного міста або району, про котрий співається в пісні. 
Іляхі — релігійні піснеспіви, котрі виконуються на кінці молитов. Мають чітку мелодію. Зміст текстів носить повчальний характер.

### Великі форми
Махам — вокально-інструментальна п'єса, що містить в собі риси сюіти; жанр народної та професійної  музики кримських татар, которий ще не вивчений музичними науками. З'явився у 16-му столітті, за 100 років до творчої діяльності Баха та Генделя. Цей жанр не характерний для жителів степної частини Криму. Зараз він зникає, майже не залишилось знавців цього старовинного жанру кримськотатарської музики. 

До великих жанрів професійної музики та класичних прикладів музики ханського періоду також можна віднести творчість кримських ханів (професійну музику часто писали самі Хани, винаймаючи інколи і Європейських майстрів), ашикську музику, музику військових походів («мєхтер» або «арбій»), музику духовну  та містичну - тасавуф, таксім (імпровізаційна музична форма), пішах та інші, багато з котрих загублені. При дворі існувала своя елітна музика — «санат музикаси», а також існувала музика, супроводжуюча театральні  вистави (саме музичний театр виник вже, під впливом західноєвропейських традицій, вже перед першою анексією півострова).  

### Інструменти
До музичних інструментів, що широко використовувалися в Криму в ханський період, належать: духові – зурна, тулуп-зурна, кавал, най (ней), камиш-кавал; струнні – танбур, уд, ребаб, кеманче, саз, сантир; ударні – деф, даре, думбелек, давул та ін. 
В старовину на сазі-багламі (різновид саза - існує ціле сімейство цих інструментів - є баглама з коротким або довгим грифом, мєйдан сази та діван сази) грали ашихи, або ашуги. Це музиканти, котрі у Ханстві були як в Україні кобзарі. Вони співали про життя, про все, що бачили навколо.

### Природа та особливості музики
Для кримськотатарської народної музики (зокрема Ханського періоду) є характерними свобода та широта мелодійного розвитку, гнучкість ритму та метру, ладовое багатство, а також багатоваріантність. Наряду з натуральним мажором і мінором у кримськотатарській народній музиці зустрічаються лади зі збільшеною секундою. Також часто зустрічаються дорійський і фригійський мінорні лади, а з мажорних - міксолідійский та інші, багато наспівів, основаних на стародавньогрецьких ладах. Пентатоніка в кримській музиці не зустрічається.
Кримськотатарський музичний діяч і композитор Джеміль Каріков впевнений, що на кримськотатарську музику великий вплив справила благодатна різноманітна земля, на котрій вона була сформована. Композитор стверджує, що кримськотатарську музику неможливо сплутати з будь-якою іншою. Музика відрізняється оригінальістю жанрів, форм (агир ава, хайтарма, долу, тахсім, пешраф, хоран, іляхі та ін.), характерними ладами, музичними розмірами (усули), різноманітними комбінаціями ритмічних осередків, своєрідними поєднаннями тембрів національних музичних інструментів - це все є основними компонентами кримської традиційної музики того періоду.